# Boots (Drogerie)

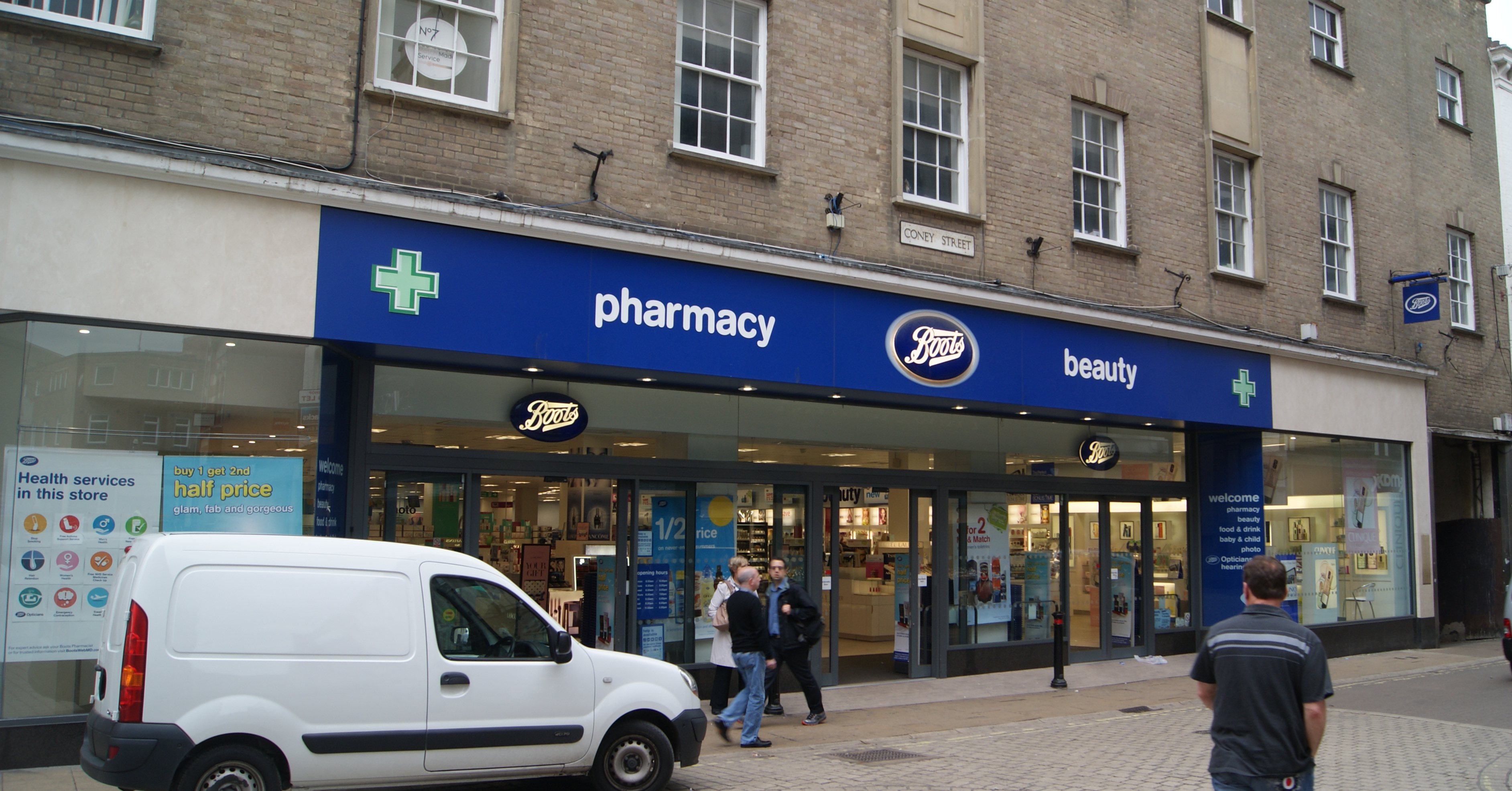
Boots the Chemist, Coney Street, York (2013)

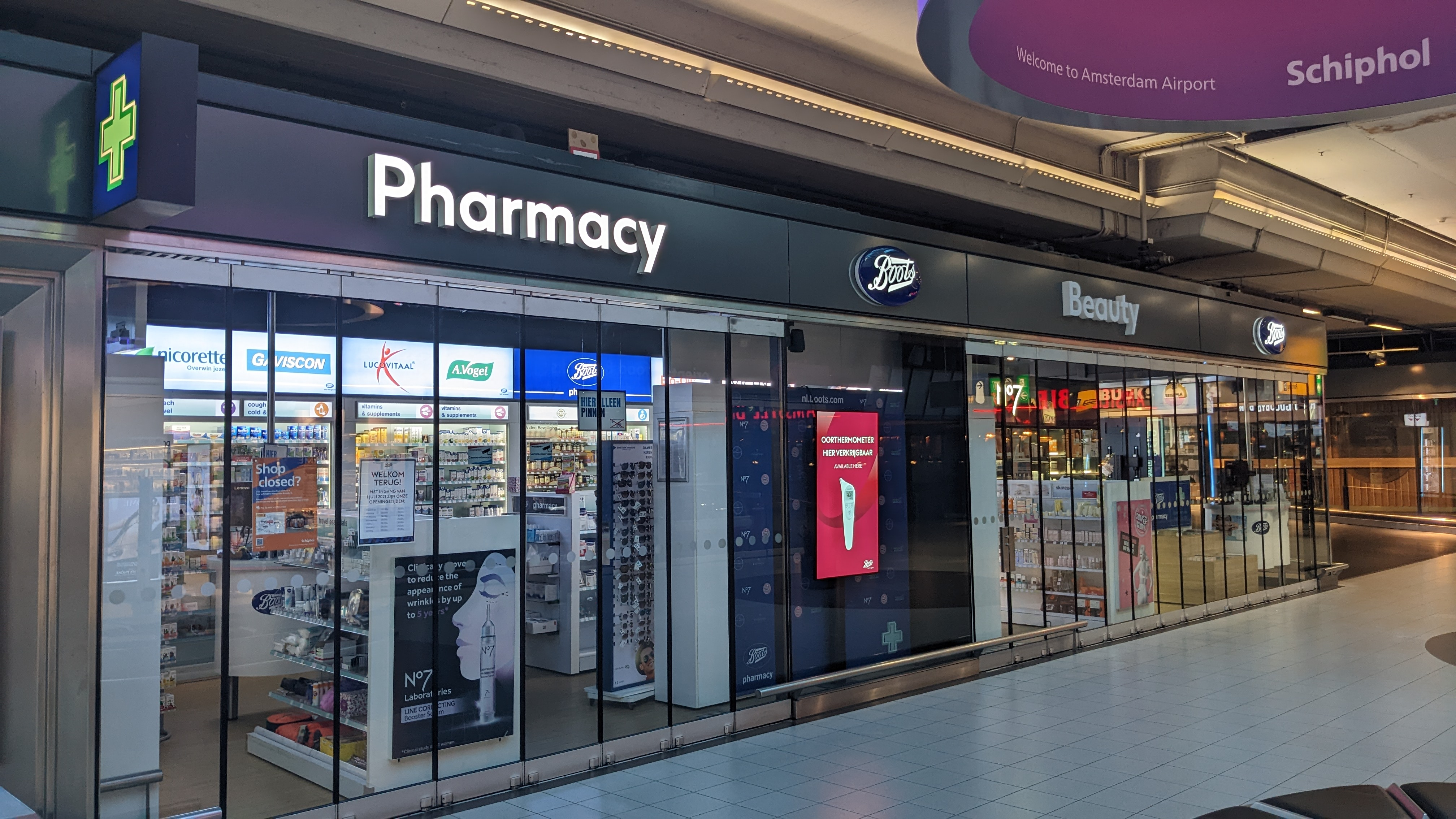
Boots pharmacy, Schiphol, Niederlande (2022)

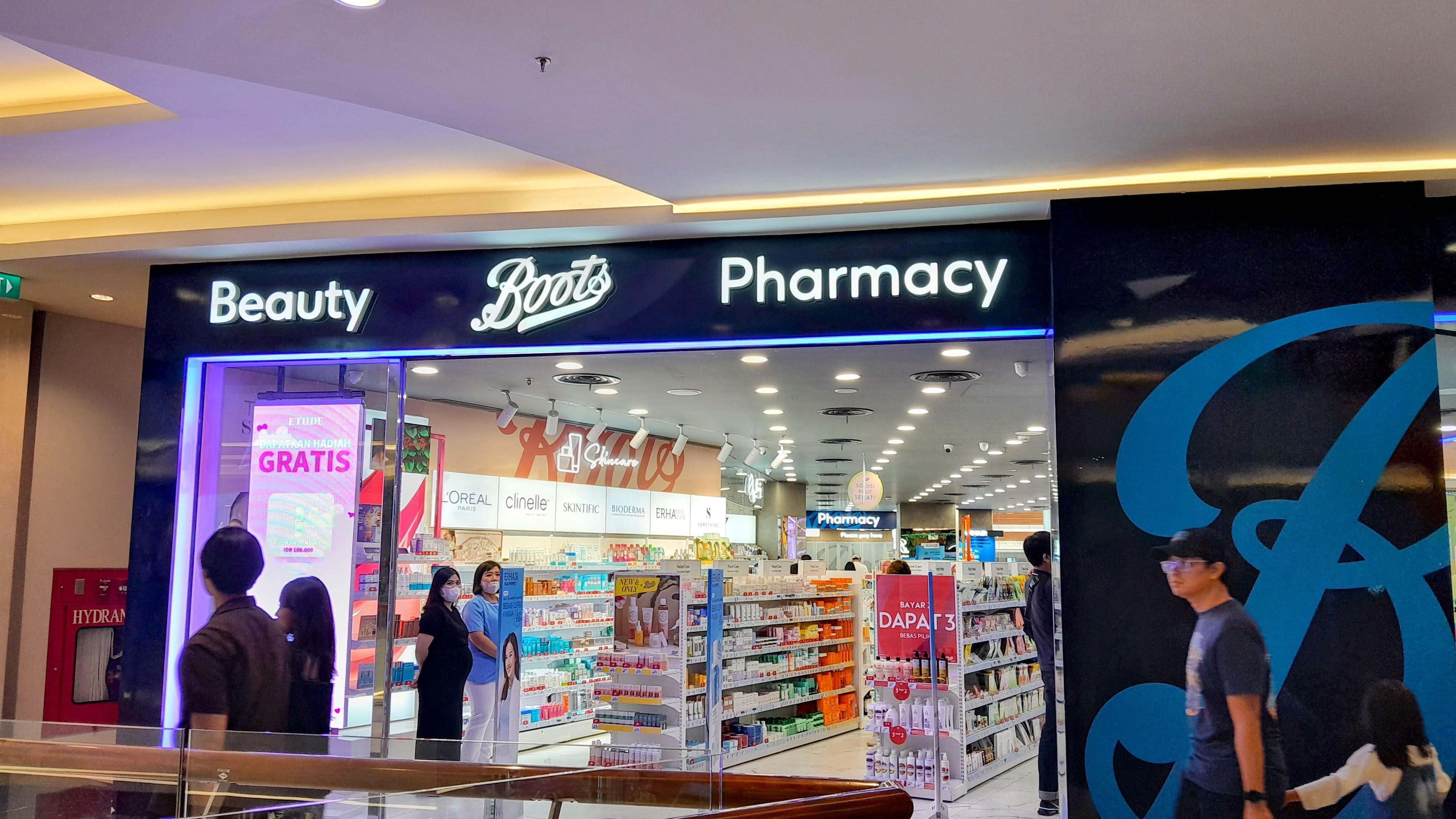
Boots The Chemists Pharmacy, Pondok Indah Mall 3, Jakarta, Indonesien (2023)

Boots UK Limited (ehemals Boots the Chemists Limited) ist eine 1849 gegründete Drogerie- und Apothekenkette für Gesundheits- und Schönheitsprodukte, die im Vereinigten Königreich tätig ist. Der Unternehmenssitz befindet sich in Beeston, Nottinghamshire. Boots ist auch international tätig, unter anderem in Irland, Italien, Norwegen, den Niederlanden, Malta, Thailand und Indonesien. Sie ist seit 2014 ein Tochterunternehmen der Walgreens Boots Alliance.
Die Muttergesellschaft, The Boots Company plc, fusionierte 2006 mit Alliance UniChem, um Alliance Boots zu gründen. Zusammen verfügten beide Unternehmen über 3 000 Drogerien. 2007 wurde Alliance Boots von Kohlberg Kravis Roberts und Stefano Pessina für 10,6 Milliarden GBP aufgekauft, wodurch das Unternehmen in die Privatwirtschaft überführt und sein Hauptsitz in die Schweiz verlegt wurde. Damit war es das erste FTSE-100-Unternehmen, das von einer Private-Equity-Firma aufgekauft wurde. 2012 erwarb Walgreens einen Anteil von 45 % an Alliance Boots, mit der Option, den Rest innerhalb von drei Jahren zu kaufen. Diese Option wurde 2014 ausgeübt, so dass Boots am 31. Dezember 2014 eine Tochtergesellschaft des neuen Unternehmens Walgreens Boots Alliance wurde.
Boots ist einer der größten Einzelhändler im Vereinigten Königreich und in Irland, sowohl in Bezug auf den Umsatz als auch auf die Anzahl der Geschäfte. Das Unternehmen verfügte 2023 über 2 200 Geschäfte im Vereinigten Königreich und in Irland, die von lokalen Apotheken bis hin zu großen Gesundheits- und Schönheitsshops reichten. Bis Ende 2024 soll diese Zahl jedoch auf 1.900 Filialen sinken. Die Geschäfte befinden sich hauptsächlich in den Hauptstraßen und in Einkaufszentren. Das Unternehmen vertreibt zahlreiche Gesundheits- und Schönheitsprodukte und bietet auch Dienstleistungen im Bereich Augenoptik und Hörakustik in den Geschäften und als eigenständige Praxen an. Boots betreibt auch eine Einzelhandels-Website und ein Kundenkartenprogramm namens Boots Advantage Card.